# Redmi Note 7
Redmi Note 7是小米科技旗下的子品牌Redmi（原红米手机系列）于北京时间2019年1月10日14时在北京发布的一个智能手机系列，宣发代号为“小金刚”，包含Redmi Note 7以及Redmi Note 7 Pro两款机型，为Redmi（红米）Note系列的第6代迭代机型系列，也是红米由小米品牌旗下的入门级机型系列（红米手机）升级为独立的子品牌以后推出的第一个智能手机系列。
本词条介绍Redmi Note 7以及其进阶版本Redmi Note 7 Pro。在印度市场销售的Redmi Note 7S为中国大陆版及国际版Redmi Note 7的印度版本。

## 简介
Redmi Note 7系列搭载一块6.3英寸19.5:9比例的LCD屏幕，显示分辨率为2340*1080，中国市场屏幕供应商为深天马以及深超光电。屏幕上方设有水滴形状的前置摄像头凹口，摄像头像素为1300万。屏幕下方靠数据接口处设有消息提醒灯，在系统收到新通知时闪烁白色光。机身背部左上角设有两枚摄像头，上方为500万像素的三星电子S5K5E8传感器，提供背景虚化功能；下方为4800万像素的三星S5KGM1传感器，支持硬件直出1200万像素照片，亦可以通过内置软件算法输出4800万像素照片。机身背部纵向中轴线靠上部设有后置电容式指纹识别区域，纵向中轴线靠下部设有Redmi Logo，横向放置，以取代红米手机时期的Mi字logo。
Redmi Note 7系列提供三款配色，分别为亮黑色（黑色抛光塑料中框，黑色玻璃后盖）、梦幻蓝（深蓝色抛光塑料中框，上紫下蓝渐变色玻璃后盖）以及暮光金（粉红色抛光塑料中框，上紫下粉渐变色玻璃后盖）。2019年7月16日，Redmi手机官微@Redmi红米手机 在微博公布“镜花水月”配色（银白色抛光塑料中框，亮白色炫光玻璃后盖），该配色支持Redmi Note 7及Redmi Note 7 Pro，于2019年7月18日开售。

### Redmi Note 7
Redmi Note 7搭载高通骁龙660（SDM660）处理器，支持AIE模块。主摄像传感器为三星电子提供的S5KGM1传感器，提供3GB RAM/32GB ROM、4GB RAM/64GB ROM、6GB RAM/64GB ROM三种存储规格，零售价分别为999元、1199元以及1399元人民币。另有专供线下渠道（含小米授权店等）的4GB RAM/128GB ROM版本，售价为1499元人民币。

### Redmi Note 7 Pro
北京时间2019年3月18日14时，时任Redmi品牌总经理的卢伟冰在北京发布Redmi Note 7的进阶版本，即Redmi Note 7 Pro。其搭载的处理器由高通骁龙660升级至高通骁龙675（SDM675），主摄像传感器更换为索尼IMX586传感器，同为4800万像素，支持硬件直出4800万像素照片，其他参数与Redmi Note 7基本一致。Redmi Note 7 Pro仅在中国市场提供6GB RAM/128GB ROM一个存储规格版本，零售价为1599元人民币。

## 设计
Redmi Note 7采用了全新的机身外观、配色及材质，抛弃了前代红米Note机型上使用的三段式金属机身，采用了聚碳酸酯抛光塑料中框，并对机身四角进行重点加固。后盖则采用了康宁玻璃材质，提升了机器的美观度，并采用和高端机型相若的粘胶工艺与机身框架粘合。与小米旗下配置相似的小米8青春版相比，Redmi Note 7屏幕更大，后置相机像素更高，机身更为贴合手掌，但机身工艺稍逊于小米8青春版。Redmi Note 7也是首款采用渐变色后盖工艺的红米（Redmi）系列手机。
Redmi Note 7还是Redmi（红米）机型系列中第二款搭载USB Type-C的机型，并保留了前代机型红米Note 5上采用的3.5mm音频输出输入端口以及红外遥控功能。

## 销售
Redmi Note 7于北京时间2019年1月10日16时开启100元定金预售，并于北京时间2019年1月15日10时在中国大陆市场发售。初期小米集团旗下的线下直营店小米之家不上架该款机型，仅在小米商城等线上商城发售，后陆续在全国线上线下各平台销售。
2019年2月28日，Redmi Note 7及Redmi Note 7 Pro在印度首都新德里发布。针对印度市场发布的Redmi Note 7采用1200万+200万像素的后置双摄镜头，其他规格与中国大陆市场版本大体相同。提供3GB RAM/32GB ROM和4GB RAM/64GB ROM两个存储组合版本，零售价分别为9999和11999印度卢比；针对印度市场发布的Redmi Note 7 Pro提供4GB RAM/64GB ROM和6GB RAM/128GB ROM两个存储组合版本，零售价分别为13999和16999印度卢比。印度版Redmi Note 7于德里时间2019年3月6日12时首次开售，印度版Redmi Note 7 Pro于德里时间2019年3月13日12时首次开售。
2019年3月7日，Redmi Note 7国际版在西班牙马德里发布。国际版Redmi Note 7与中国大陆版Redmi Note 7参数基本一致，提供3GB RAM/32GB ROM、4GB RAM/64GB ROM以及4GB RAM/128GB ROM三个存储组合版本，零售价分别为179欧元、199欧元以及249欧元。
2019年5月20日，Redmi Note 7国际版以Redmi Note 7S的名义在印度新德里发布。提供3GB RAM/32GB ROM和4GB RAM/64GB ROM两个存储组合版本，零售价分别为10999和12999印度卢比。
2019年7月16日，Redmi Note 7在中国市场追加“镜花水月”配色，并于2019年7月18日10时开售。开售时，Redmi Note 7的6GB RAM/64GB ROM存储组合版本为1199元人民币，Redmi Note 7 Pro则降至1399元人民币。
2019年8月20日，Redmi宣布Redmi Note 7系列全球销量已突破2000万台。